# Nectar Rose
Nectar Amber Rose (1974) is een Amerikaanse actrice.
Nectar Rose is haar echte naam. Ze begon al op jonge leeftijd met acteren, op aandringen van haar moeder. Haar eerste (kleine) optreden in een bioscoopfilm was als stripper in de blockbuster Independence Day uit 1996. Ze is echter het meest bekend van de sciencefictionfilm Serenity uit 2005, waarin ze de androïde robot Lenore speelde. Voor haar eerste scene in deze film moest ze twee draaidagen in dezelfde houding blijven zitten. In 2006 speelde ze de dubbelzinnige Eva in de thriller Roman, waarvoor ze goede kritieken kreeg.